# För brinnande livet
För brinnande livet är en svensk kortfilm från 1993 i regi av Markus Andréasson. I rollerna ses bland andra Charlotte Åkerblom, Peter Sjöquist, Hélène Parment och Ulla Trulsson.

## Handling
15-åriga Lottis träffar 25-årige Anders och blir handlöst förälskad. Hon tror sig ha funnit en vägvisare, men det som hon trodde var vägen till lycka blir mer och mer likt en ond dröm.

## Rollista
- Charlotte Åkerblom – Lottis
- Peter Sjöquist – Anders
- Ulla Trulsson	– mamma
- Niklas Falk – pappa
- Åsa Åkerblom – lillasyster
- Johanna Sällström	– Pia
- Hélène Parment – Monika
- Carlo Schmidt – Pelle
- Tom Levin – Mats
- Örjan Ramberg – langaren
- Roberto Jelinek – langarkompis
- Leif Andrée – Janne
- Viveka Seldahl – kvinnan
- Wallis Grahn – socialassistenten

## Om filmen
Filmen producerades av Andréasson och spelades med Mia Turos som fotograf efter ett manus av Elisabeth Gilek. Musiken komponerades av Bertil Lindén och filmen klipptes av Carina Hellberg. Den premiärvisades den 7 februari 1993 på Göteborgs filmfestival. 1993 tilldelades den Örnipriset i kategorin bästa svenska kortfilm för ungdom.